# Takayuki Chano
Takayuki Chano (n. 23 noiembrie 1976, Ichikawa, Japonia) este un fost fotbalist japonez.

## Statistici
| Japonia | Japonia | Japonia |
| An      | Meciuri | Goluri  |
| ------- | ------- | ------- |
| 2004    | 3       | 0       |
| 2005    | 4       | 0       |
| Total   | 7       | 0       |